# Ana Pastor Julián

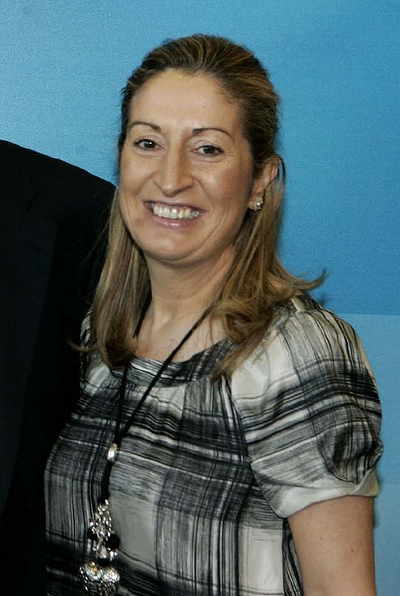
Ana Pastor (2007)

Ana María Pastor Julián (* 11. November 1957 in Cubillos, Provinz Zamora) ist eine spanische Politikerin der Partido Popular. Seit Dezember 2019 ist sie Vizepräsidentin des Congreso de los Diputados, dem spanischen Unterhaus.

## Leben und Karriere
Pastor Julián studierte Medizin und Chirurgie an der Universität Salamanca. Nach ihrem Studium arbeitete sie im Öffentlichen Dienst in Pontevedra.
Seit 2000 ist sie Abgeordnete im Congreso de los Diputados für den Wahlkreis Pontevedra. Sie bekleidete Ämter im Ministerium für Bildung, Kultur und Sport, im Präsidentschaftsministerium und im Innenministerium. Von 2002 bis 2004 war sie spanische Gesundheitsministerin. Am 22. Dezember 2011 wurde sie zur Ministerin für Bau und Verkehr im Kabinett Rajoy I ernannt. Nach den vorgezogenen Wahlen vom Juni 2016 wurde Pastor Julián mit Unterstützung der Partei Ciudadanos im Juli 2016 zur Präsidentin des Unterhauses gewählt.